# Litouwen op het Eurovisiesongfestival 2002
Litouwen nam deel aan het Eurovisiesongfestival 2002 in Tallinn, Estland. Het was de 4de deelname van het land op het Eurovisiesongfestival. De selectie verliep via een nationale finale. De LRT was verantwoordelijk voor de Litouwse bijdrage voor de editie van 2002.

## Selectieprocedure
De Litouwse omroep koos ervoor om hun kandidaat en lied deze keer via een nationale finale te selecteren.
De finale werd reeds gehouden op 14 februari 2002 in Palacio de Deportes y Cultura in Vilnius.
In totaal deden er 15 artiesten mee aan deze finale en de winnaar werd gekozen door jury (50%), televoting (25%) en het aanwezige publiek (25%).

## In Tallinn
Op het festival in Estland moest Litouwen optreden als 24ste en laatste, net na Letland .
Op het einde van de puntentelling bleek dat ze 12 punten ontvingen en op de 23ste plaats eindigden.
Daardoor moest men het Eurovisiesongfestival 2003 missen.
België had geen punten over voor deze inzending en Nederland deed niet mee in 2002.

### Gekregen punten

#### Finale
| 12 punten | 10 punten | 8 punten | 7 punten  | 6 punten  |
| --------- | --------- | -------- | --------- | --------- |
|           |           |          |           | - Letland |
| 5 punten  | 4 punten  | 3 punten | 2 punten  | 1 punt    |
|           | - Rusland |          | - Estland |           |

### Punten gegeven door Litouwen

#### Finale
Punten gegeven in de finale:
| 12 punten | Letland             |
| 10 punten | Zweden              |
| 8 punten  | Verenigd Koninkrijk |
| 7 punten  | Estland             |
| 6 punten  | Rusland             |
| 5 punten  | Frankrijk           |
| 4 punten  | Cyprus              |
| 3 punten  | Malta               |
| 2 punten  | België              |
| 1 punt    | Denemarken          |